# Włodzimierz Augustynowicz
Włodzimierz Augustynowicz (ur. 4 października 1933 w Ciechanowie, zm. 22 sierpnia 2005 w Wałczu) – polski oficer Wojsk Łączności, inżynier,  pułkownik ludowego Wojska Polskiego, dowódca 2 Brygady Łączności (1978–1989), szef Wojewódzkiego Sztabu Wojskowego w Bydgoszczy (1989–1991).

## Życiorys
W 1952 roku ukończył Liceum Ogólnokształcące w Mławie, a w 1956 roku Wydział Łączności Wojskowej Akademii Technicznej w Warszawie. Służbę wojskową rozpoczął w 7 Pułku Łączności w Bydgoszczy jako szef Węzła Przewoźnego. Od 1959 roku był zastępcą do spraw technicznych (głównym inżynierem) szefa Węzła Łączności Pomorskiego Okręgu Wojskowego.
W latach 1967–1972 był  Szefem Węzła Łączności  POW. W 1972 roku organizował 12 Pułk Radioliniowo-Kablowy w Świeciu nad Wisłą i objął jego dowództwo (1972–1978). W latach 1975–1976 ukończył studia podyplomowe w Akademii Sztabu Generalnego WP. W latach 1978–1989 był dowódcą 2 Brygady Łączności.
Dalszą swą służbę kontynuował jako Szef Wojewódzkiego Sztabu Wojskowego w Bydgoszczy do czasu przeniesienia do rezerwy w 1991 roku.
Zmarł 22 sierpnia 2005 roku w Wałczu i został tam pochowany.